# Jim Foglesong
James Staton "Jim" Foglesong (26 de julio de 1922 - 9 de julio de 2013) fue un productor estadounidense de música country y el ejecutivo de la década de 1950 hasta la década de 1990, con base en Nashville, Tennessee.

## Biografía
Foglesong nació en Lundale, West Virginia. Cuando era adolescente, cantó en un programa de radio local y en cuartetos y tríos en sus años de adulto joven. Comenzó su carrera en la industria de la música en la disquera de Columbia Records en 1951, de transferencia de 78 RPM en formatos LP. En los próximos 20 años, trabajaba para la RCA-Victor hasta que se mudó a Nashville en 1970 para encabezar la división de A & R en Dot Records. Fue nombrado presidente de Dot en 1973 - el único presidente de una multinacional Nashville en el momento, donde cambió la visión de la empresa desde el pop al país.
Murió el 9 de julio de 2013, a la edad de 90 años le sobreviven su esposa de 62 años, Toni, y sus cuatro hijos.